# Can Öncü

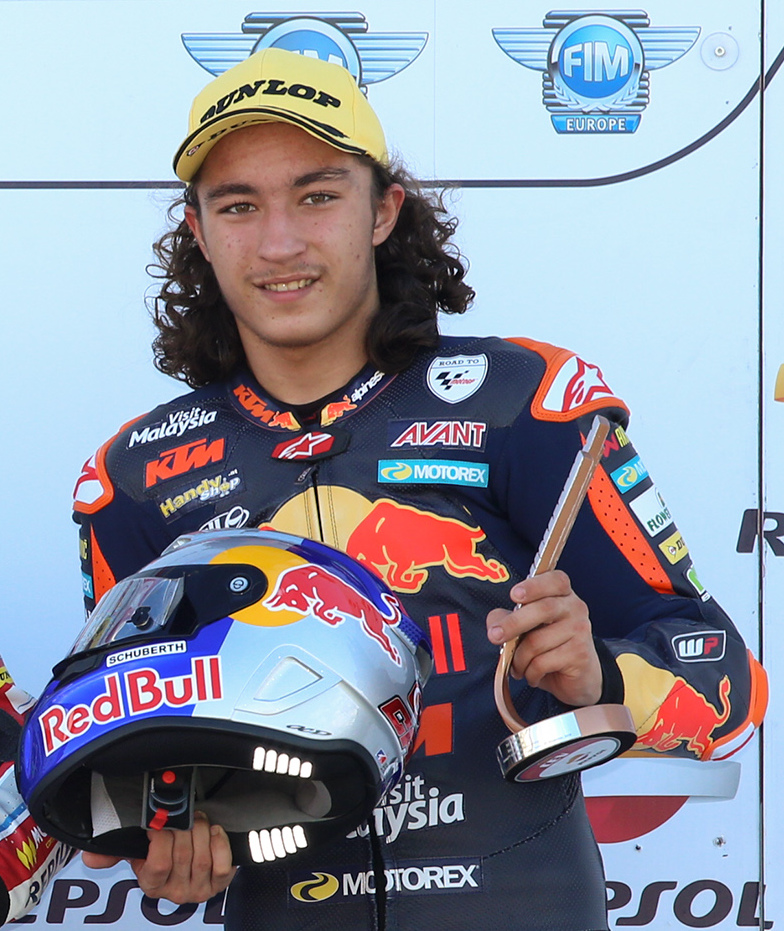
Can Öncü

Can Öncü, född 26 juli 2003 i Alanya, är en turkisk roadracingförare. Han vann Red Bull MotoGP Rookies Cup 2018. Han fick därefter chansen att köra säsongens sista Grand Prix i Moto3-klassen i Valencia den 18 oktober 2018. Öncü vann sitt debut-Grand Prix och blev därmed den yngste segraren någonsin i Grand Prix Roadracing. Rekordet hölls tidigare av Scott Redding.